# George Gray Leiper

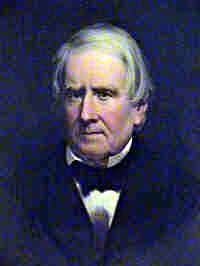
George Gray Leiper

George Gray Leiper (* 3. Februar 1786 in Philadelphia, Pennsylvania; † 18. November 1868 im Delaware County, Pennsylvania) war ein US-amerikanischer Politiker. Zwischen 1829 und 1831 vertrat er den Bundesstaat Pennsylvania im US-Repräsentantenhaus.

## Werdegang
George Leiper besuchte die öffentlichen Schulen seiner Heimat und studierte danach bis 1803 an der University of Pennsylvania in Philadelphia. Im Jahr 1810 bezog er sein Anwesen Lapidea im Delaware County. Dort arbeitete er unter anderem in der Holzbranche und betrieb einige Steinbrüche. Während des Britisch-Amerikanischen Krieges wurde er als Mitglied der Miliz des Delaware County zwischenzeitlich in den aktiven Militärdienst berufen. In den 1820er Jahren schloss er sich der Bewegung um den späteren Präsidenten Andrew Jackson an und wurde Mitglied der von diesem 1828 gegründeten Demokratischen Partei. Zwischen 1822 und 1823 war er Abgeordneter im Repräsentantenhaus von Pennsylvania.
Bei den Kongresswahlen des Jahres 1828 wurde Leiper im vierten Wahlbezirk von Pennsylvania in das US-Repräsentantenhaus in Washington, D.C. gewählt, wo er am 4. März 1829 die Nachfolge von Charles Miner antrat. Da er im Jahr 1830 auf eine erneute Kandidatur verzichtete, konnte er bis zum 3. März 1831 nur eine Legislaturperiode im Kongress absolvieren, während der er Vorsitzender des Ausschusses zur Kontrolle der Ausgaben des Finanzministeriums war. Seit dem Amtsantritt von Präsident Jackson im Jahr 1829 wurde innerhalb und außerhalb des Kongresses heftig über dessen Politik diskutiert. Dabei ging es um die umstrittene Durchsetzung des Indian Removal Act, den Konflikt mit dem Staat South Carolina, der in der Nullifikationskrise gipfelte, und die Bankenpolitik des Präsidenten.
Nach dem Ende seiner Zeit im US-Repräsentantenhaus betrieb George Leiper weiterhin seine Steinbrüche. Zwischen 1843 und 1851 war er beisitzender Richter im Delaware County. Er starb am 18. November 1868 auf seinem Anwesen Lapidea.